# Ermitage de Saint-Émilion
L’Ermitage de Saint-Émilion se situe sous la chapelle de la Trinité, à Saint-Émilion en Gironde. D’après la tradition, Emilion est venu s’installer dans cet endroit désert, au pied de l’escarpement, dans une grotte formant un abri naturel et exposé au sud. L’entrée par laquelle on y accède maintenant n’existe que depuis le XVIIIe siècle.

## Description
À l’origine, on pénétrait par le fond actuel où l’on peut voir l’accès muré. Ce changement a dû sensiblement modifier l’atmosphère de recueillement que l’on pouvait y trouver. Certains voient dans ce « monument » une chapelle en forme de croix latine, dont l’irrégularité tiendrait à son mode de construction (par enlèvement de la roche et non pas édification). Le récit de la vie d’Emilion précise que dans la « caverne » se trouvent un oratoire, un lit, un siège, une table et une source, ce qui correspond à ce que l’on trouve dans d’autres lieux occupés par des saints « cavernicoles ».
Le bassin creusé pour recevoir la source, est muni de marches permettant d’y accéder. Cela tend à prouver que ce lieu a pu servir de fonts baptismaux selon la pratique ancienne de l’immersion (l’immersion permettait de purifier, de la tête aux pieds, les païens qui désiraient se convertir).